# Рума (королевское имение)

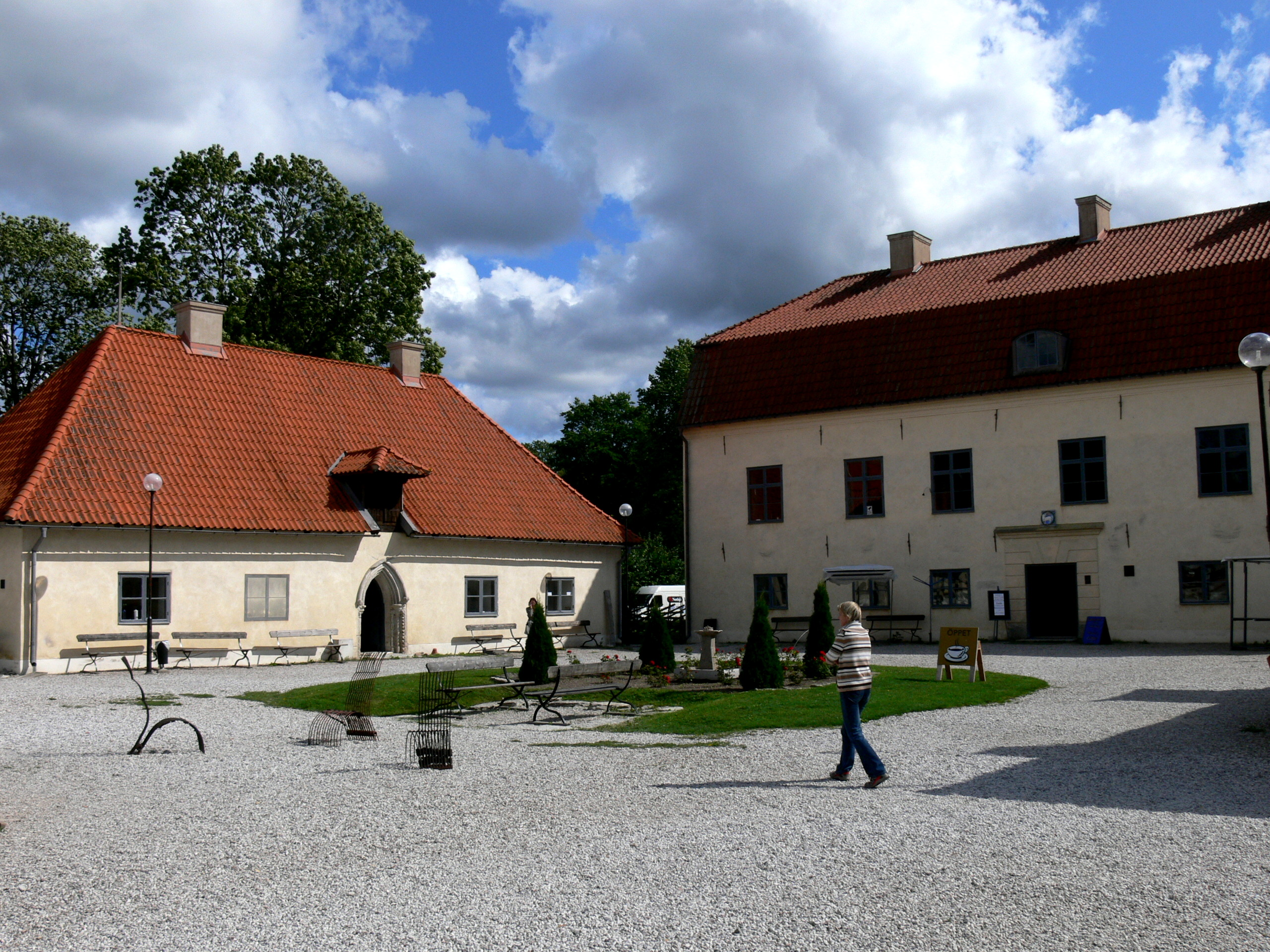
Имение Рума

Рума (швед. Roma) — поместье в местечке Рума на острове Готланд в Швеции. Охраняемый государством памятник архитектуры.

## История
Земли вокруг имения Рума имеют давнюю и богатую культурную историю. В XII веке Рума была местом сбора местного алльтинга. Здесь собирались представители 20 гутских тингов Готланда. На местном рынке велась бурная торговля.
В 1163 году здесь был основан цистерианский монастырь. Сохранились руины монастырской церкви XIV века. После реформации в 1531 году монастырские владения перешли в пользование Датской короны, а в 1645 перешли Швеции, после чего сдавался шведской короной в аренду. Часть построек монастыря использовалась для хозяйственных нужд. К XVIII веку имение обветшало и разрушилось.
С 1721 года имение являлось резиденцией шведских губернаторов Готланда. Ныне существующее главное здание было построено для губернатора Йохана Дидрика Грёнхагена неизвестным архитектором в 1721 (по другим сведениям, в 1723) году с использованием материалов предшествовавшей постройки. Два готических портала были встроены в крылья здания. Крыша здания была перестроена и приняла современный вид в 1798 году.
С 1832 года поместье вновь сдавалось в аренду. В 1937 году Рума перешла в ведение военного ведомства и подверглась ремонту и реконструкции под руководством архитектора Р. Кронстедта (швед. R. Cronstedt). В 1940 там был построен аэродром (закрыт в 1945).
В связи с тем, что солдаты в 1989 году покинули Руму, в 1993 году она была принята на баланс Управлением государственного имущества Швеции.
В настоящее время угодья поместья составляют более 300 гектаров, главным образом пахотных земель. Земля и хозяйственные постройки, многие из которых относятся к концу XIX — началу XX века, сдаются в аренду для сельскохозяйственной деятельности.

### Театр Румы
Театр Румы вместе с различными местными организациями вступил в контакт с Управлением Недвижимости, региональным Управлением лена и коммуной Готланд. В 1993 году образовалось Общество любителей имения Румы с целью превращения его в культурный центр острова. в 2004 году имение Рума было арендовано региональным акционерным обществом коммуны Готланд при взаимодействии с ГУН для сдачи в аренду, развития и содержания.